# فهرس ترومبلر
فهرس ترومبلر هو فهرس فلكي لعالم الفلك السويسري روبرت يوليوس ترومبلر. درس ترومبلر سطوع العناقيد النجمية المفتوحة البعيدة من أجل تحديد حجم مجرة درب التبانة. وفي عام 1930، نشر فهرس عن العناقيد النجمية المفتوحة تحت عنوان: «النتائج الأولية المتعلقة بالمسافات والأبعاد والتوزيع الفضائي للعناقيد النجمية المفتوحة» ("Preliminary results on the distances, dimensions and space distribution of open star clusters") 
هذة الدرارسة تعتبر أهم مساهمت ترومبلر في علم الفلك يحتوي هذا العمل أيضا على جدول مكون من 37 عنقود مفتوح جديد، والمعروف الآن باسم فهرس ترومبلر. وعلاوة على ذلك، اكتشف ترومبلر الأطفأ البينجمي؛ وهذا التأثير له مفعول كبير على تقديرات بعد الأجرام الفلكية وتأثير كبير على مقياس المسافات داخل درب التبانة والكون.
وفي أثناء قيام ترومبلر بفهرسة العناقيد المفتوحة، وضع أيضا نظام تصنيف وفقا لعدد النجوم المرصودة داخل العنقود، وكيف تتركز هذه النجوم هي في وسط العنقود ومدى سطوعها الظاهري. هذا النظام معروف باسم «تصنيف ترومبلر»، ولايزال مستخدما حتى اليوم.

## وصلة خارجية
- cluster-trumpler-info